# Georgia Benkart
Georgia McClure Benkart (30 de diciembre de 1947 - 29 de abril de 2022) fue una matemática estadounidense conocida por su trabajo sobre la teoría de la estructura y representación de las álgebras de Lie y las estructuras algebraicas relacionadas. Publicó más de 130 artículos en revistas, y fue coautora de tres memorias de la American Mathematical Society en cuatro amplias categorías: álgebras modulares de Lie; combinatoria de representaciones de álgebra de Lie; álgebras y superálgebras graduadas; y grupos cuánticos y estructuras relacionadas.

## Trayectoria
Benkart se licenció summa cum laude por la Universidad Estatal de Ohio en 1970 y una maestría en matemáticas de la Universidad de Yale en 1973. Terminó su doctorado en Yale con Nathan Jacobson y escribió una tesis titulada Inner Ideals and the Structure of Lie Algebras. Se doctoró en matemáticas por la Universidad de Yale en 1974.
Tras completar su doctorado, Benkart comenzó su larga carrera en la Universidad de Wisconsin-Madison, primero como instructora MacDuffee y finalmente como profesora de matemáticas EB Van Vleck hasta que se jubiló de la docencia en 2006.
Ocupó puestos como visitante en el Instituto de Investigación en Ciencias Matemáticas de Berkeley, California, en el Instituto de Estudios Avanzados de Princeton, Nueva Jersey, en el Centro de Física de Aspen y en la Universidad de Virginia. Durante su carrera, Benkart pronunció más de 350 conferencias, incluidas 3 plenarias en las Reuniones Conjuntas de Matemáticas y la Conferencia Emmy Noether en el Congreso Internacional de Matemáticos en Seúl, Corea del Sur, en 2014.

## Biografía
Benkart nació el 30 de diciembre de 1947 en Youngstown, Ohio, de Florence K. Benkart y George Benkart II. Su padre sirvió en el Cuerpo de Ingenieros del Ejército de los Estados Unidos y su madre era maestra en el "lado sur étnicamente rico" de Youngstown.
Benkart murió el 29 de abril de 2022, a los 74 años, por causas no reveladas enMadison, Wisconsin. Entre sus supervivientes se encontraba su hermana, Paula Kaye Benkart.

## Investigación
Benkart hizo una contribución a la clasificación de álgebras de Lie modulares simples. Su trabajo con J. Marshall Osborn sobre álgebras de Lie toroidales de rango uno, se convirtió en uno de los pilares de la clasificación. La descripción completa de las álgebras de mentira hamiltonianas (con Gregory, Osborn, Strade, Wilson) puede ser independiente y también tiene aplicaciones en la teoría de grupos.
En 2009, publicó, junto con Thomas Gregory y Alexander Premet, la primera prueba completa del teorema de reconocimiento de álgebras de Lie graduadas en características (matemáticas) al menos 5.
A principios de la década de 1990, Benkart y Efim Zelmanov comenzaron a trabajar en la clasificación de álgebras de Lie graduadas por raíces y álgebras matriciales de intersección. Estas últimas fueron introducidas por Peter Slodowy en su trabajo sobre singularidades. Berman y Moody reconocieron que estas álgebras (generalizaciones de álgebras afines de Kac-Moody) son álgebras de Lie graduadas de raíces universales y las clasificaron para sistemas de raíces simplemente entrelazadas. Benkart y Zelmanov abordaron los casos restantes relacionados con el cuadrado mágico de Freudenthal y ampliaron este cuadrado a superálgebras de Lie excepcionales.
Posteriormente Benkart amplió estos resultados en dos direcciones. En una serie de artículos con Alberto Elduque desarrolló la teoría de las superálgebras de Lie graduadas en raíz. En una segunda serie de trabajos con Bruce Allison, Arturo Pianzola, Erhard Neher, et al. ella determinó las coberturas centrales universales de estas álgebras.
Uno de los pilares de la teoría de la representación de grupos cuánticos (y aplicaciones a la combinatoria) es la teoría de las bases cristalinas de Masaki Kashiwara. Se trata de bases muy invariantes que son muy adecuadas para descomposiciones de productos tensoriales. En un artículo con Seok-Jin Kang y Kashiwara, Benkart extendió la teoría de las bases cristalinas a las superálgebras cuánticas.
El trabajo de Benkart sobre álgebras no conmutativas relacionadas con la combinatoria algebraica se convirtió en una herramienta básica en la construcción de categorías tensoriales.

## Servicio a la profesión
Benkart formó parte de varios consejos editoriales, incluidos los de la Sociedad Estadounidense de Matemáticas para Encuestas, Monografías y Resúmenes, Comunicaciones en Álgebra, y el Journal of Algebra. Fue secretaria asociada de la Sociedad Estadounidense de Matemáticas para la Sección Central de 2010 a 2020, y fue miembro del consejo de gobierno en 1995 y de 2010 a 2021. Benkart participó activamente en laAsociación de Mujeres en Matemáticas (AWM) durante muchos años, fue presidenta de la cartera de miembros y del comité de nominaciones, y ayudó a planificar el primer Simposio de investigación de la AWM, que también fue una celebración del 40 aniversario de la AWM.

## Premios y reconocimientos
Benkart recibió una beca Woodrow Wilson de la Fundación Nacional de Becas Woodrow Wilson. Su trabajo en Wisconsin fue reconocido con una beca Romnes en 1985, un premio a la enseñanza distinguida en 1987 y un premio WARF de investigación docente a mitad de carrera en 1996. En 2008, la reunión de Lie Groups y Lie Algebras de la Universidad de California se llevó a cabo en honor a Benkart. Sus charlas y conferencias incluyen dos conferencias invitadas en las Reuniones Conjuntas de Matemáticas, y una conferencia plenaria en una reunión de la Sociedad Canadiense de Matemáticas.
En 2000-2002, Benkart fue nombrada profesora de Polya por la Asociación Matemática de América. También fue elegida miembro de la Sociedad Estadounidense de Matemáticas (AMS) en la promoción inaugural de 2013.
Fue elegida y presidió la Asociación de Mujeres en Matemáticas de 2009 a 2011. En 2014 fue seleccionada para impartir la Conferencia AWM-AMS Noether. El título de su charla fue Caminando sobre gráficos al estilo de la teoría de la representación.
En 2014, en el Congreso Internacional de Matemáticos celebrado en Seúl, pronunció la Conferencia ICM Emmy Noether.
Fue seleccionada como miembro de la Asociación de Mujeres en Matemáticas en la promoción inaugural de 2018.
En 2022, apareció en los Avisos de la American Mathematical Society un homenaje a sus contribuciones a su campo, "Gems from the Work of Georgia Benkart".
La Sociedad Estadounidense de Matemáticas, y el departamento de matemáticas de la Universidad de Wisconsin-Madison, publicaron recuerdos de Benkart.

## Publicaciones Seleccionadas
- Con Daniel Britten, Frank Lemire: Stability in Modules for Classical Lie Algebras: A Constructive Approach. Memoirs of the American Mathematical Society 85. Providence, R.I.: American Mathematical Society. 1990. ISBN 9780821861530.
- Con Seok-Jin Kang, Masaki Kashiwara:Benkart, Georgia; Kang, Seok-Jin; Kashiwara, Masaki (2000). «Crystal bases for the quantum superalgebra Uq(𝔤𝔩(m,n)).». J. Amer. Math. Soc. 13 (2): 295-331. doi:10.1090/S0894-0347-00-00321-0.
- Con Bruce Allison y Yun Gao:Lie algebras graded by the root systems BCr, r ≥ 2. Memoirs of the American Mathematical Society 158. American Mathematical Society. 2002. ISBN 9780821864739.
- Con Thomas Gregory, Alexander Premet:Benkart, Georgia; Gregory, Thomas; Premet, Alexander (2009). The recognition theorem for graded Lie algebras in prime characteristic. Memoirs of the American Mathematical Society 197. American Mathematical Society. ISBN 9780821842263.